# شهرستان لیپتسکی
شهرستان لیپتسکی (به لاتین: Lipetsky District) یک شهرستان در روسیه است که در استان لیپتسک واقع شده‌است.